# Lista över marskalkar av Sovjetunionen
Marskalk av Sovjetunionen, fullständig lista.
1. Kliment Vorosjilov (1881-1969), utnämnd november 1935
2. Michail Tuchatjevskij (1893-1937), utn november 1935
3. Aleksandr Jegorov (1883-1939), utn november 1935
4. Semjon Budjonnij (1883-1973), utn november 1935
5. Vasilij Blücher (1890-1938), utn november 1935
6. Semjon Timosjenko (1895-1970), utn maj 1940
7. Grigorij Kulik (1890-1950), utn maj 1940
8. Boris Sjaposjnikov (1882-1945), utn maj 1940
9. Georgij Zjukov (1896-1974), utn januari 1943
10. Aleksandr Vasiljevskij (1895-1977), utn februari 1943
11. Josef Stalin (1879-1953), utn mars 1943
12. Ivan Konjev (1897-1973), utn februari 1944
13. Leonid Govorov (1897-1955), utn juni 1944
14. Konstantin Rokossovskij (1896-1968), utn juni 1944 (utnämndes även till marskalk av Polen 1949)
15. Rodion Malinovskij (1898-1967), utn september 1944
16. Fjodor Tolbuchin (1894-1949), utn september 1944
17. Kirill Meretskov (1897-1968), utn oktober 1944
18. Lavrentij Beria (1899-1953), utn juli 1945
19. Vasilij Sokolovskij (1897-1968), utn juli 1946
20. Nikolaj Bulganin (1895-1975), utn november 1947
21. Ivan Bagramjan (1897-1982), utn mars 1955
22. Sergej Biriuzov (1904-1964), utn mars 1955
23. Andrej Gretjko (1903-1976), utn mars 1955
24. Andrej Jerjomenko (1892-1970), utn mars 1955
25. Kirill Moskalenko (1902-1985), utn mars 1955
26. Vasilij Tjujkov (1900-1982), utn mars 1955
27. Matvej Zacharov (1898-1972), utn maj 1959
28. Filipp Golikov (1900-1980), utn maj 1961
29. Nikolaj Krylov (1903-1972), utn maj 1962
30. Ivan Jakubovskij (1912-1976), utn april 1967
31. Pavel Batitskij (1910-1984), utn april 1968
32. Pjotr Kosjevoi (1904-1976), utn april 1968
33. Leonid Brezjnev (1906-1982), utn maj 1976
34. Dmitrij Ustinov (1908-1984), utn juli 1976
35. Viktor Kulikov (1921-2013), utn januari 1977
36. Nikolaj Ogarkov (1917-1994), utn januari 1977
37. Sergej Sokolov (1911-2012), utn februari 1978
38. Sergej Achromejev (1923-1991), utn mars 1983
39. Semjon Kurkotkin (1917-1990), utn mars 1983
40. Vasilij Petrov (1917-2014), utn mars 1983
41. Dmitrij Jazov (1924-2020), utn april 1990